# Paris historique
Paris historique (ou Association pour la sauvegarde et la mise en valeur du Paris historique) est une association loi de 1901 née dans le Marais, quartier parisien situé dans les 3e et 4e arrondissements. Elle est reconnue d'utilité publique depuis le 10 novembre 2015.

## Histoire
Son histoire débute au tout début des années 1960, dans ce quartier alors en mauvais état. Les pouvoirs publics considérant une bonne partie du Marais comme insalubre décidèrent de rénover et de réhabiliter le quartier en créant des îlots. Certains, notamment le no 16, étaient voués à la destruction malgré la présence d'hôtels particuliers et bâtiments dont l'intérêt architectural et historique est aujourd'hui unanimement reconnu, voire protégés au titre des monuments historiques.

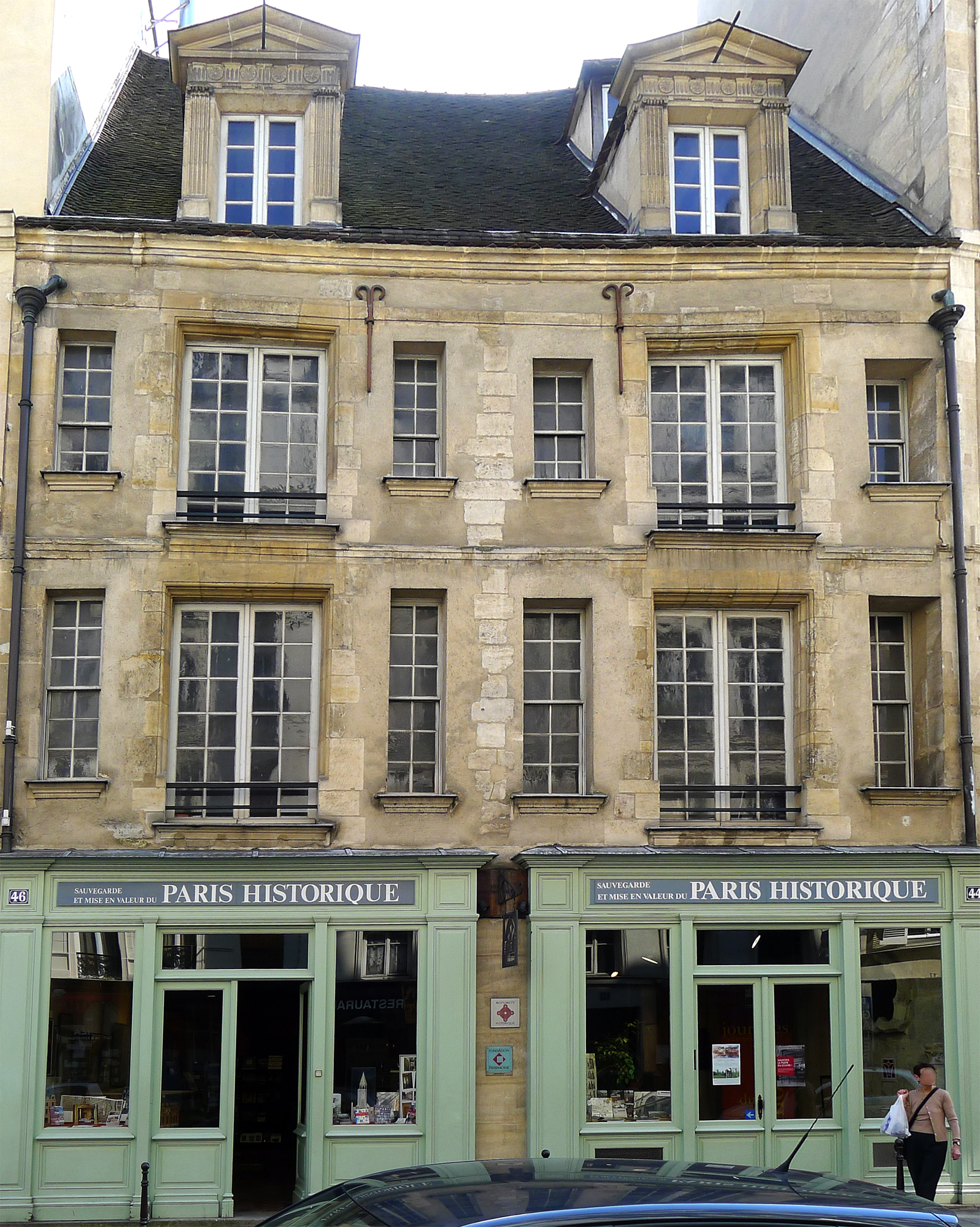
Le siège de l'association aux n°44 et 46 de la rue François-Miron.

Face à ces décisions, quelques personnes commencent à se mobiliser pour attirer l’attention du public en organisant le Festival du Marais et en intervenant sur quelques sites, notamment à la maison d'Ourscamp , le futur siège de l'association rue François-Miron, afin de démontrer que les restaurations de bâtiments sont possibles. C'est ainsi qu'un groupe de citoyens réunis autour de Michel Raude fonde l’association pour la sauvegarde et la mise en valeur du Paris historique, en octobre 1963. 
La mise en valeur porte ses fruits (le quartier est sauvegardé sur l'impulsion d'André Malraux en 1964) et rapidement le Festival du Marais, dont les manifestations culturelles (théâtres, concerts…) dans ces hôtels et bâtiments du Marais étaient devenues incontournables, est reconduit d’année en année jusqu’en 1993.
Malgré quelques périodes difficiles, les bénévoles continuent de se mobiliser et de participer aux nombreux dossiers de défense (cf. notamment l'hôtel Lambert, la Halle Freyssinet, la Poste centrale du Louvre...) et de restauration (cf. par exemple la maison du Fontainier) et donnent progressivement vie et vigueur à l’association et au patrimoine culturel parisien. Elle est aujourd'hui présidée par Grégory Chaumet, ingénieur d'études au centre André-Chastel.
Depuis début 2020, Paris historique est engagée dans la restauration du cellier médiéval de la maison d'Ourscamp (environ 200m²), siège de l'association.